# 菲律賓酸湯

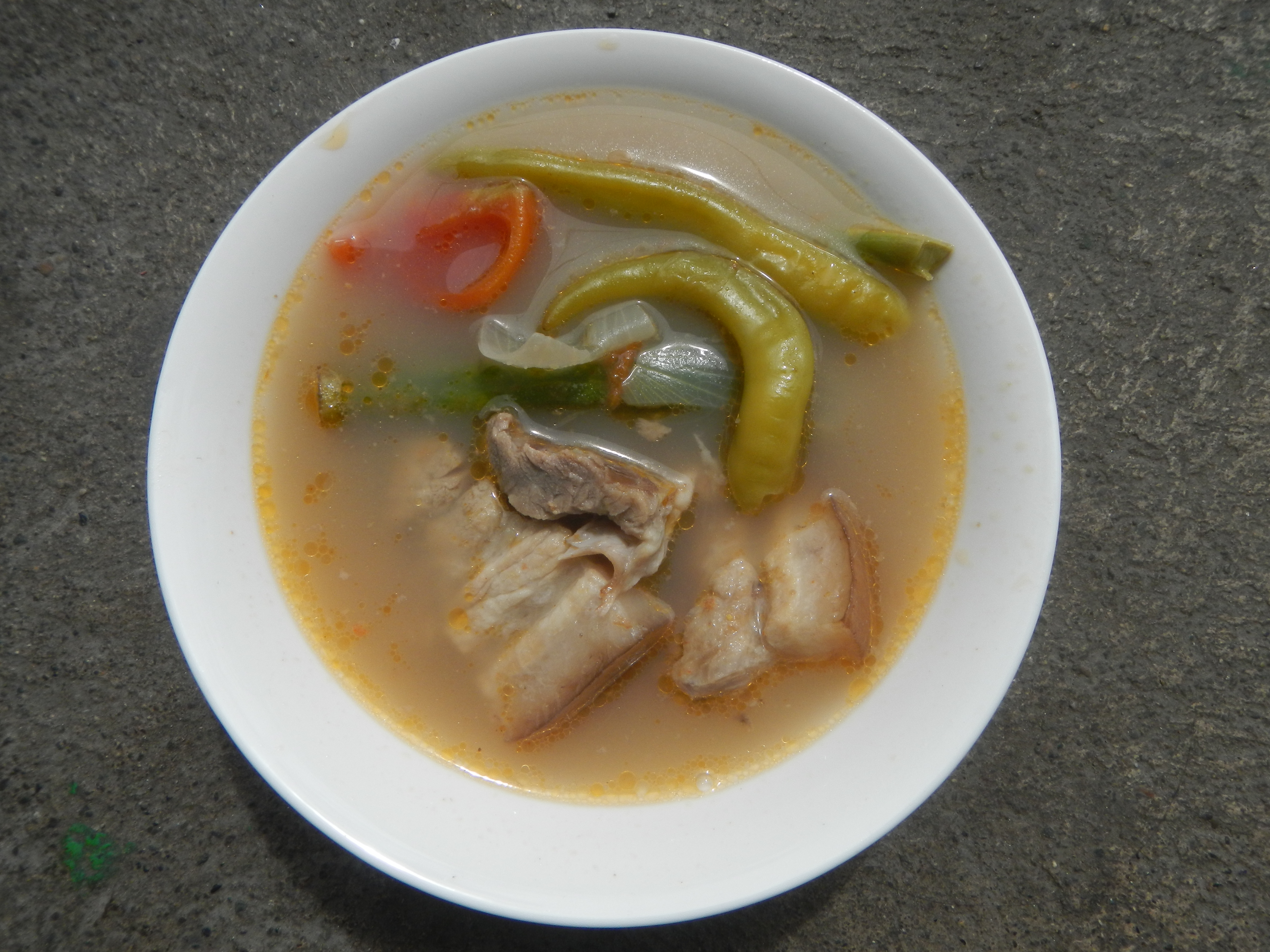
一碗菲律賓酸湯

菲律賓酸湯是菲律賓的一道湯品，其具有明顯的酸味，而這股酸味一般由羅望子所帶出，但也可以由其他食材所替代，例如番茄、番石榴、芒果等提供。除此之外也常使用魚露調味。
根据使用的肉类不同菲律賓酸湯有多个品种，可以使用鱼、虾、猪肉或牛肉等。

## 烹調方法
菲律賓酸湯通常使用肉或海鮮（例如魚、豬肉、牛肉、雞肉）和羅望子、番茄、大蒜、洋蔥一起燉製。 